# 타이밍 벨트

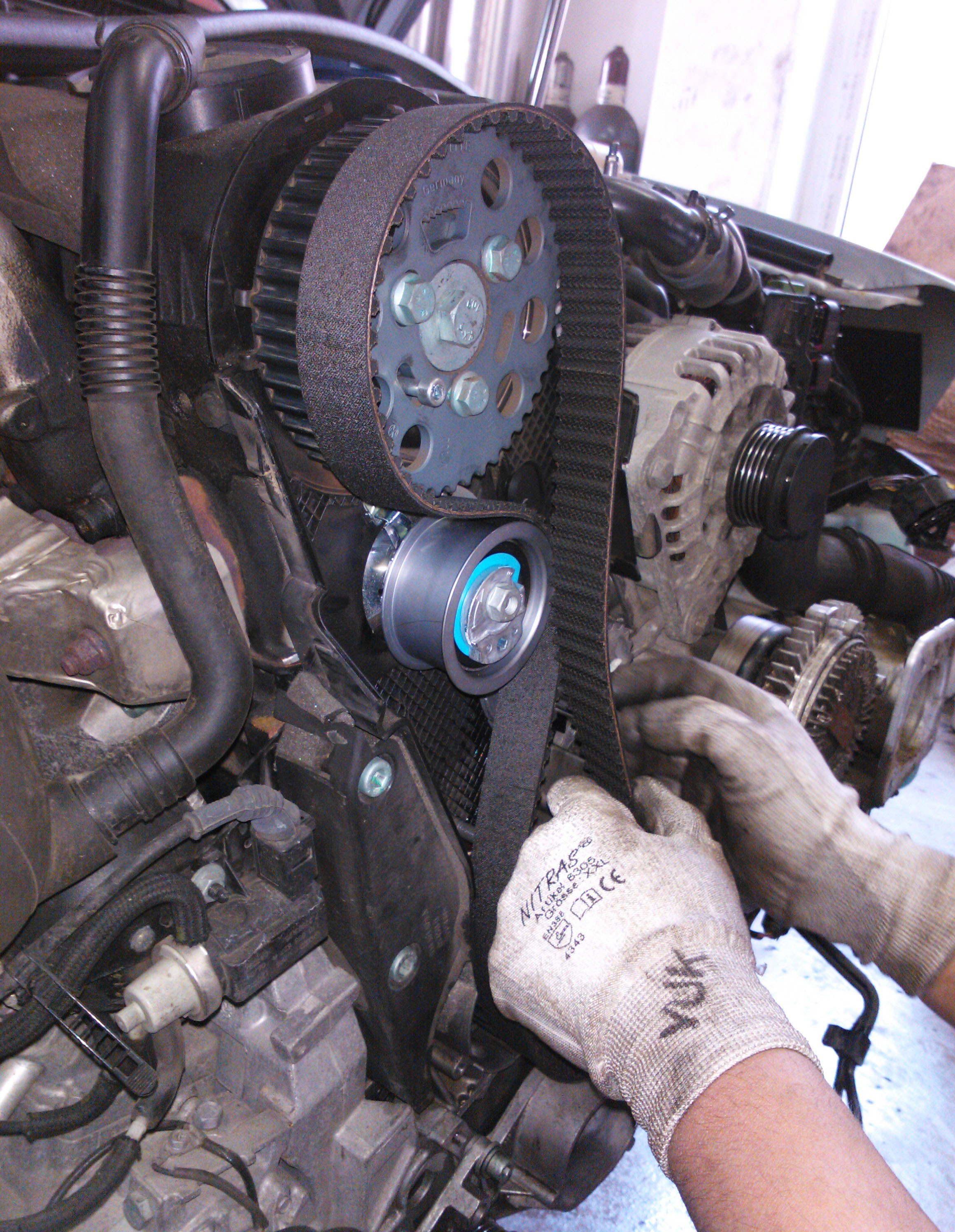
설치 중인 타이밍 벨트

타이밍 벨트(timing belt) 또는 캠벨트(cambelt), 타이밍 체인(timing chain) 또는 타이밍 기어(timing gears) 세트는 피스톤 엔진에서 크랭크축과 캠샤프트의 회전을 동기화하는 데 사용되는 부품이다. 이러한 동기화를 통해 엔진 밸브가 피스톤 위치에 따라 정확한 시간에 열리고 닫히게 된다.

## 설계
대부분의 피스톤 엔진에서 캠샤프트는 크랭크축에 기계적으로 연결된다. 크랭크축은 타이밍 벨트를 통해 캠샤프트를 구동하고, 캠샤프트는 흡기 및 배기 밸브를 작동시킨다. 이 밸브를 통해 엔진은 공기(또는 공기/연료 혼합물)를 흡입하고 배기 가스를 내보낼 수 있다.
구동력을 전달하는 가장 일반적인 장치는 톱니 고무 벨트, 금속 타이밍 체인 또는 기어 세트이다. 벨트/체인/기어의 톱니는 크랭크샤프트 및 캠샤프트와 맞물려 움직임을 동기화한다.
많은 구형 오버헤드 밸브 엔진에서 캠축은 크랭크축 근처 블록에 위치하므로 캠축을 구동하는 데 간단한 기어 시스템이 사용되는 경우가 많다. 오버헤드 캠샤프트 엔진은 주로 타이밍 벨트나 타이밍 체인을 사용한다. 이는 더 먼 거리로 구동력을 전달하는 데 더 적합하기 때문이다. 타이밍 벨트는 1970년대와 1980년대까지 양산차에 흔히 사용되었으나, 1990년대 이후에는 타이밍 벨트 사용 시 교체 주기가 필요해 타이밍 체인이 더 보편화되었다.

## 같이 보기
- 밸브 트레인